# 宫务大臣剧团
宫内大臣剧团（英語：Lord Chamberlain's Men）是威廉·莎士比亚作为演员和剧作家的职业生涯中主要工作的剧团。1594年，剧团成立于伊丽莎白一世统治时期，赞助人为第一代亨斯顿伯爵亨利·凯里，当时的宫内大臣，掌管了宫廷的娱乐。1596年，凯里逝世后，剧团由他的儿子第二代亨斯顿伯爵乔治·凯里赞助，这时剧团名称改为亨斯顿剧团，直到1597年乔治成为宫内大臣，剧团恢复原名。1603年剧团成为伦敦最主要的两个剧团之一，并得到新国王詹姆士一世的支持，改名为国王剧团。